# ساكاي-كو
ساكاي-كو (باليابانية: 栄区) هو حي في اليابان، يقع في يوكوهاما، بلغ عدد سكانه 120,382  نسمة وذلك حسب إحصائيات سنة 2018، تبلغ مساحته 18.52 كيلومتر مربع.

## التقسيمات الإدارية
- Kamigōchō  [لغات أخرى]‏
- Nakanochō  [لغات أخرى]‏
- Kajigaya  [لغات أخرى]‏
- Kosugaya  [لغات أخرى]‏
- Katsurachō  [لغات أخرى]‏
- Kasama  [لغات أخرى]‏
- Nagaodaichō  [لغات أخرى]‏
- Tayachō  [لغات أخرى]‏
- Kanaichō  [لغات أخرى]‏
- Iijimachō  [لغات أخرى]‏
- Naganumachō  [لغات أخرى]‏
- Hongodai  [لغات أخرى]‏
- Wakatakechō  [لغات أخرى]‏
- Moto-Ōhashi  [لغات أخرى]‏
- Shōdo  [لغات أخرى]‏
- Higashi-Kamigōchō  [لغات أخرى]‏
- Inoyamachō  [لغات أخرى]‏
- Ozuki  [لغات أخرى]‏
- Kaminochō  [لغات أخرى]‏
- Kameichō  [لغات أخرى]‏
- Noshichiri  [لغات أخرى]‏
- Hakuyō  [لغات أخرى]‏.